# Equus quagga
La zebra di pianura (Equus quagga Boddaert, 1785), nota anche come zebra comune o zebra di Burchell, è la specie di zebra più numerosa, nonché quella che occupa l'areale più esteso. È diffusa dal sud dell'Etiopia, in tutta l'Africa orientale fino all'Angola e alle regioni orientali del Sudafrica. Nelle riserve di caccia è ancora numerosissima, ma in gran parte del suo habitat è minacciata dalle attività umane, come la caccia per ricavarne la carne e il cuoio, dalla competizione con il bestiame domestico e dall'avanzata dei terreni agricoli.

## Tassonomia
La zebra di pianura e probabilmente la zebra di montagna appartengono al sottogenere Hippotigris, invece la zebra di Grévy è l'unico rappresentante del sottogenere Dolichohippus (infatti, ricorda un asino, mentre le altre due sono più simili al cavallo). Tutte e tre appartengono al genere Equus, come tutti gli altri Equidi attuali. Recenti studi filogenetici fanno ipotizzare che la zebra di Grévy (e forse quella di montagna) appartenga, assieme agli asini, a una linea evolutiva distinta da quella della zebra di pianura. Nelle aree dove le zebre di pianura condividono l'areale con quelle di Grévy non è insolito trovare mandrie miste e riscontrare la presenza di ibridi fertili. In cattività le zebre di pianura sono state incrociate con zebre di montagna. Gli ibridi derivati presentavano una giogaia e ricordavano la zebra di pianura, ma avevano orecchie più grandi e presentavano una diversa colorazione sui quarti posteriori.

### Sottospecie

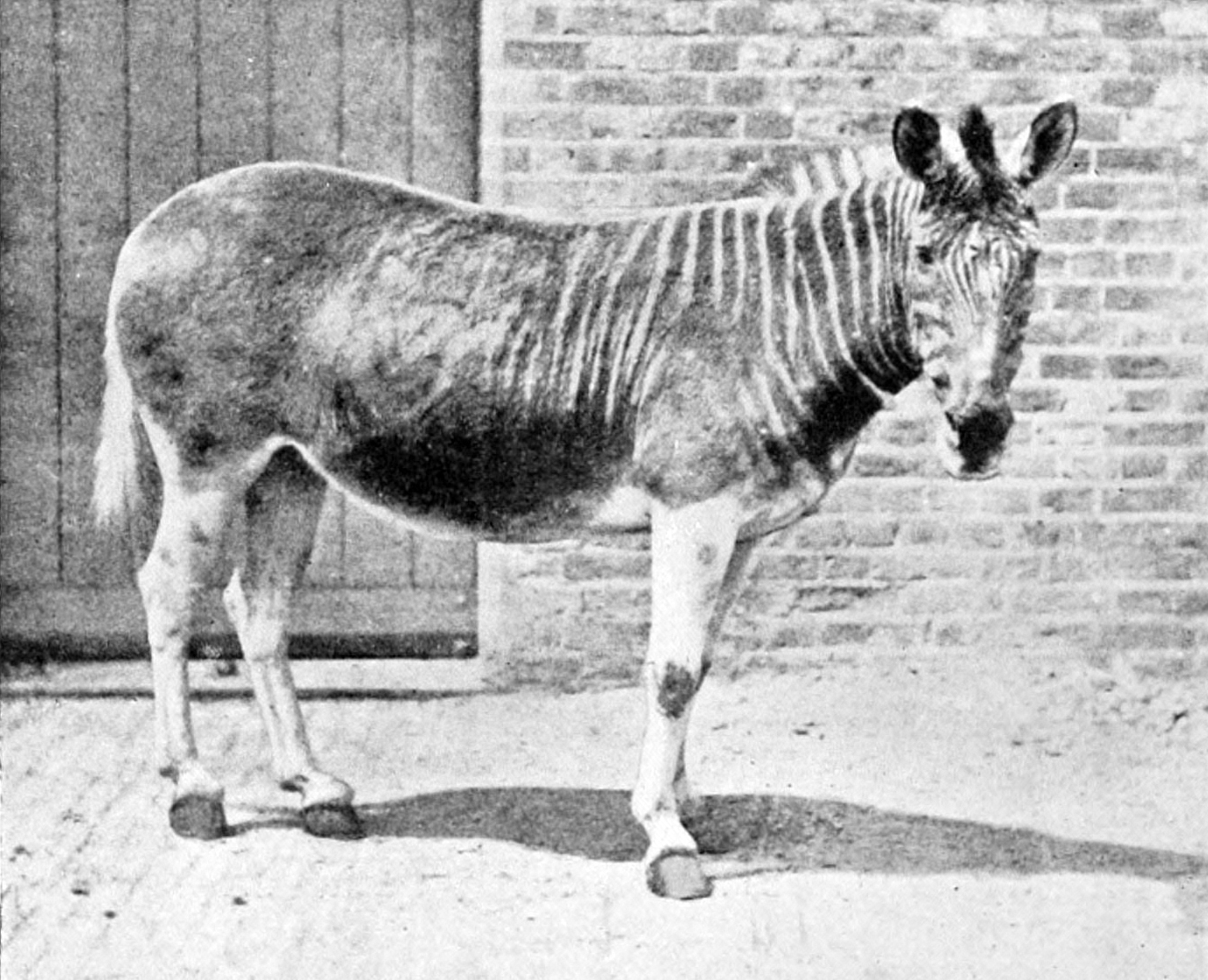
Un quagga (E. q. quagga).

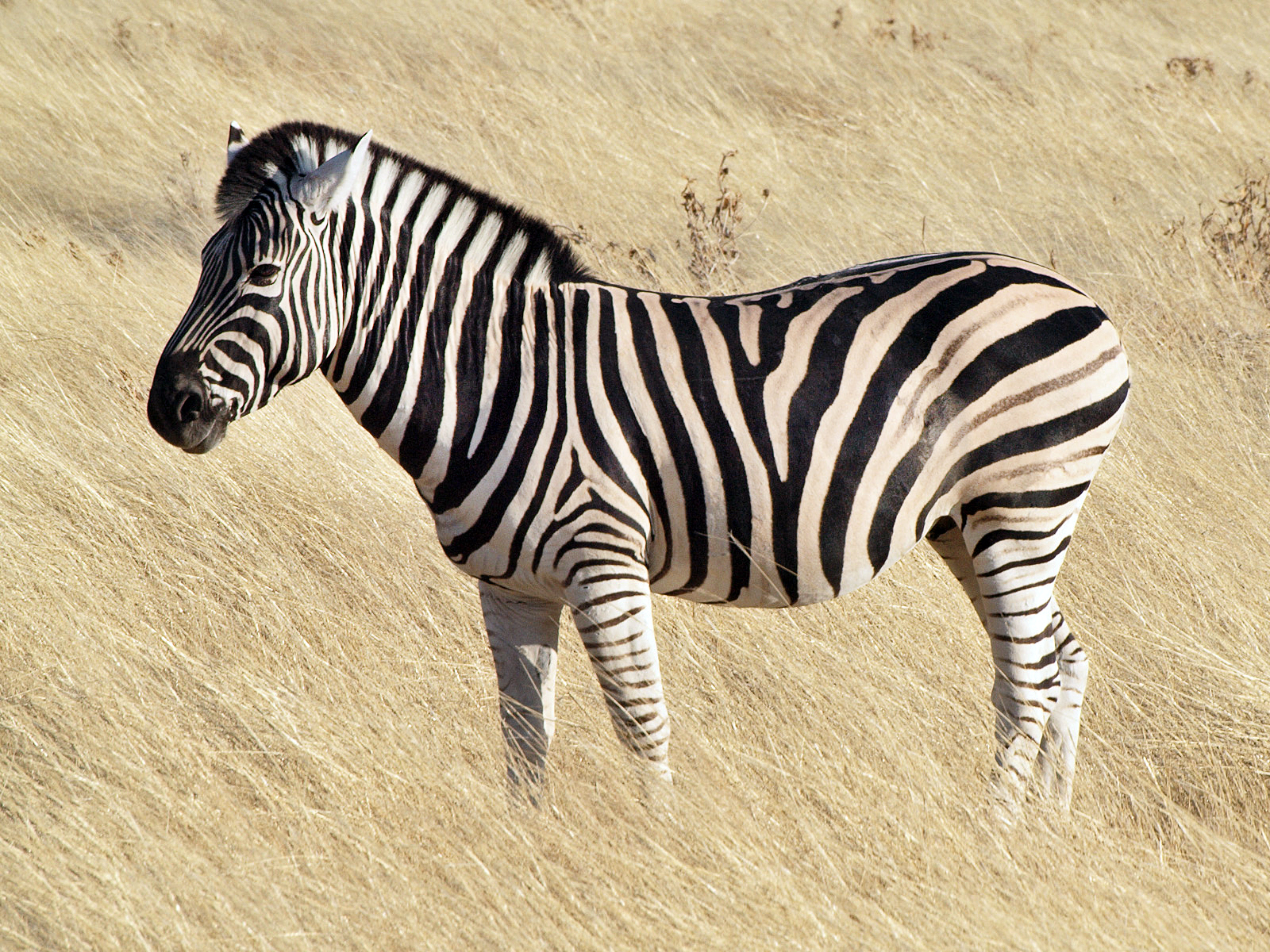
Zebra di Burchell (E. q. burchellii) nel Parco Nazionale di Etosha (Namibia).

Nel 2004 C. P. Groves e C. H. Bell condussero uno studio accurato sulla tassonomia delle zebre e pubblicarono i risultati sulla rivista Mammalian Biology. Nel corso della ricerca revisionarono anche le sottospecie riconosciute di zebra di pianura, che attualmente sono sei:
- E. q. quagga Boddaert, 1785 † - quagga;
- E. q. burchellii Gray, 1824 - zebra di Burchell;
- E. q. boehmi Matschie, 1892 - zebra di Grant;
- E. q. borensis Lönnberg, 1921 - zebra del Bore;
- E. q. chapmani Trouessart, 1898 - zebra di Chapman;
- E. q. crawshaii De Winton, 1896 - zebra di Crawshay.

Alcuni studiosi ne riconoscono una settima, presente nelle regioni orientali dello Zimbabwe e in quelle occidentali del Mozambico:
- E. q. selousii Pocock, 1897 - zebra di Selous.

Nel 1785 il quagga era stato classificato come specie separata, Equus quagga, ma nei 50 anni successivi naturalisti ed esploratori descrissero molte altre varietà di zebre. A causa delle grandi variazioni nell'aspetto del mantello (non esistono due zebre uguali), i tassonomisti si trovarono di fronte a un gran numero di «specie» descritte, e non fu facile determinare quali erano specie vere e proprie, quali sottospecie e quali semplici varianti geografiche. Il quagga è stata la prima creatura scomparsa della quale fu studiato il DNA. Recenti ricerche genetiche presso la Smithsonian Institution hanno dimostrato che non costituiva una specie a sé, bensì una forma originatasi dalla zebra di pianura tra 120.000 e 290.000 anni fa; per questo motivo gli studiosi hanno proposto di ribattezzarlo Equus burchellii quagga. Secondo le regole della nomenclatura binomiale, però, quando una specie ha due o più nomi alternativi, prevale quello introdotto per primo. Dato che il quagga venne descritto una trentina d'anni prima della zebra di Burchell, il primo è noto ora come E. quagga quagga e la seconda come E. quagga burchellii, a meno che Equus burchelli venga ufficialmente dichiarato nomen conservandum.
A lungo si era ritenuto che la zebra di Burchell fosse stata cacciata fino all'estinzione, ma nella loro pubblicazione del 2004 Groves e Bell conclusero che la «zebra di Burchell estinta» non esiste. Studi accurati condotti sulle zebre dello Zululand e dello Swaziland, nonché sulle pelli di esemplari abbattuti nelle riserve di caccia dello Zululand e del Natal, hanno rivelato che una piccola parte degli animali presenta caratteristiche simili a una tipica «zebra di Burchell». Le località tipo delle sottospecie E. q. burchellii ed E. q. antiquorum (la zebra del Damaraland), infatti, sono così vicine tra loro che si riferiscono entrambe a un'unica sottospecie, e non a due sottospecie distinte. Sempre in virtù della regola citata prima, il nome corretto con il quale indicare la sottospecie di zebra più meridionale è burchellii e non antiquorum. Popolazioni di E. q. burchellii sono tuttora presenti nel KwaZulu-Natal e a Etosha.

## Descrizione

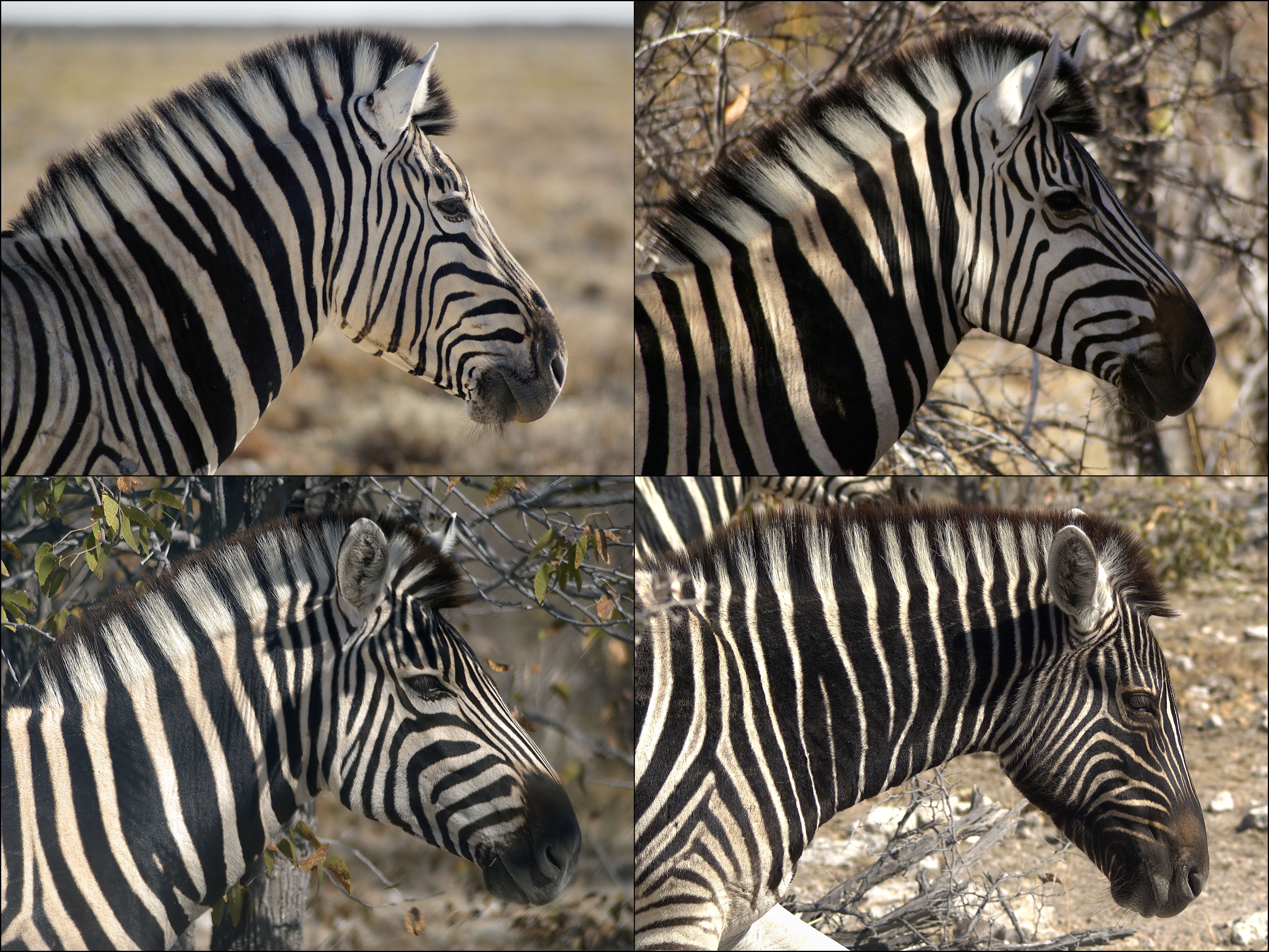
Variazione nel manto della zebra di pianura.

La zebra di pianura è un Equide di medie dimensioni, mediamente più piccolo delle altre due specie di zebra, con corpo tozzo e zampe relativamente brevi. Le dimensioni variano molto a seconda sia delle condizioni fisiche che della sottospecie. Adulti di entrambi i sessi possono raggiungere i 110–145 cm di altezza al garrese, i 217–246 cm di lunghezza, esclusa la coda, lunga circa 50 cm, e pesare 175–385 kg. I maschi possono essere più grandi delle femmine del 10%.
Come tutte le zebre, ha la caratteristica colorazione a strisce bianche e nere, e non esistono due esemplari del tutto simili. Il muso è nero o di colore scuro. Alla nascita i piccoli sono ricoperti da strisce bianche e marroni. Ogni esemplare presenta strisce verticali sulla parte anteriore del corpo, che divengono orizzontali sui quarti posteriori. Le popolazioni settentrionali possiedono strisce più sottili e meglio definite; quelle meridionali hanno una colorazione più variabile, ma presentano meno striature su regioni inferiori, zampe e quarti posteriori. Queste ultime hanno inoltre delle «strisce-ombra» di colore marrone all'interno delle zone bianche, assenti o poco marcate nelle zebre settentrionali.
L'analisi degli embrioni ha mostrato che la zebra ha una colorazione di fondo scura, e che le zone bianche compaiono successivamente. La prima sottospecie descritta, l'ormai estinto quagga, aveva i quarti posteriori di colore marrone uniforme. Il manto della zebra, comunque, varia moltissimo, ed esistono sia esemplari quasi del tutto bianchi che altri quasi del tutto neri. Rare zebre albine sono presenti nelle foreste del monte Kenya.

### Funzione delle strisce
La colorazione a strisce della zebra è unica tra gli ungulati che popolano le savane africane. Alcuni ritengono che le strisce abbiano la funzione di camuffare l'animale tra l'erba alta o tra le zone d'ombra discontinua sotto alberi e arbusti. Però gli animali che utilizzano tecniche di camuffamento, come il kudu e il tragelafo striato, tendono a essere silenziosi e furtivi. Rimangono immobili quando percepiscono un pericolo e fuggono solo all'ultimo momento. Al contrario, la zebra è un animale attivo e rumoroso, che non cerca affatto di rendersi invisibile. Proprio per questo altri studiosi ritengono che le strisce servano a confondere i predatori sulle effettive dimensioni della zebra, sulla distanza alla quale si trova e sulla direzione nella quale si sta muovendo. Tuttavia, non sembra che i predatori si lascino influenzare dall'aspetto striato dell'animale. Un'altra ipotesi, simile a questa, sostiene che le strisce rendono difficile a un predatore focalizzare l'aggressione su un singolo esemplare, specialmente durante un inseguimento. Forse, la spiegazione più plausibile è che le strisce abbiano una funzione sociale. I vari individui, infatti, sembrano riconoscersi tra loro proprio grazie alla particolare conformazione delle strisce. Le strisce possono fungere anche da segnale visivo per la tolettatura. Inoltre, potrebbero aiutare i membri di un branco a rimanere uniti tra loro mentre stanno fuggendo.

## Ecologia

### Distribuzione e habitat

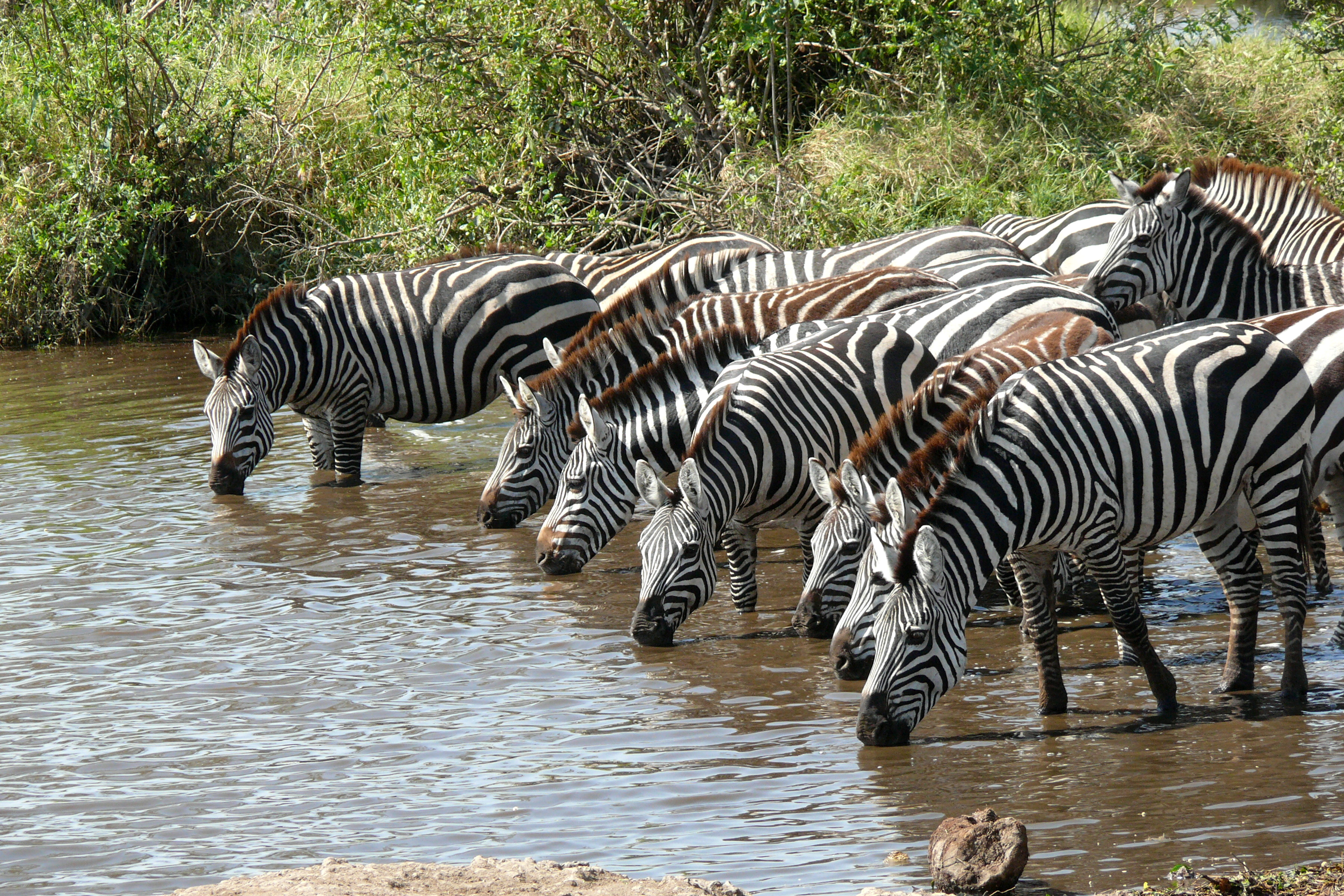
Le zebre di pianura necessitano di specchi d'acqua per sopravvivere.

L'areale della zebra di pianura si estende su gran parte dell'Africa subsahariana, dalle regioni meridionali di Sudan ed Etiopia, attraversa tutta l'Africa orientale, fino a Zambia, Mozambico e Malawi, e arriva nelle regioni più meridionali del continente. In epoca recente la specie è scomparsa da Burundi e Lesotho, mentre durante il Neolitico era presente anche in Algeria.
Generalmente le zebre di pianura vivono nelle praterie prive di alberi e nelle savane arbustive, ma si possono incontrare in una vasta gamma di habitat, di clima sia tropicale che temperato. Sono di solito assenti dai deserti, dalle fitte foreste pluviali e dalle zone umide permanenti. Da un punto di vista altitudinale, sono presenti dal livello del mare fino a 4300 m di quota sul monte Kenya. Fanno affidamento sulle precipitazioni per il cibo e l'acqua e intraprendono grandi migrazioni per seguire le piogge, coprendo distanze anche di 1100 km, spesso in compagnia di altri erbivori. Le zebre di pianura sono strettamente dipendenti dall'acqua e generalmente non si incontrano mai a più di 25–30 km da una fonte d'acqua.

### Dieta e predatori

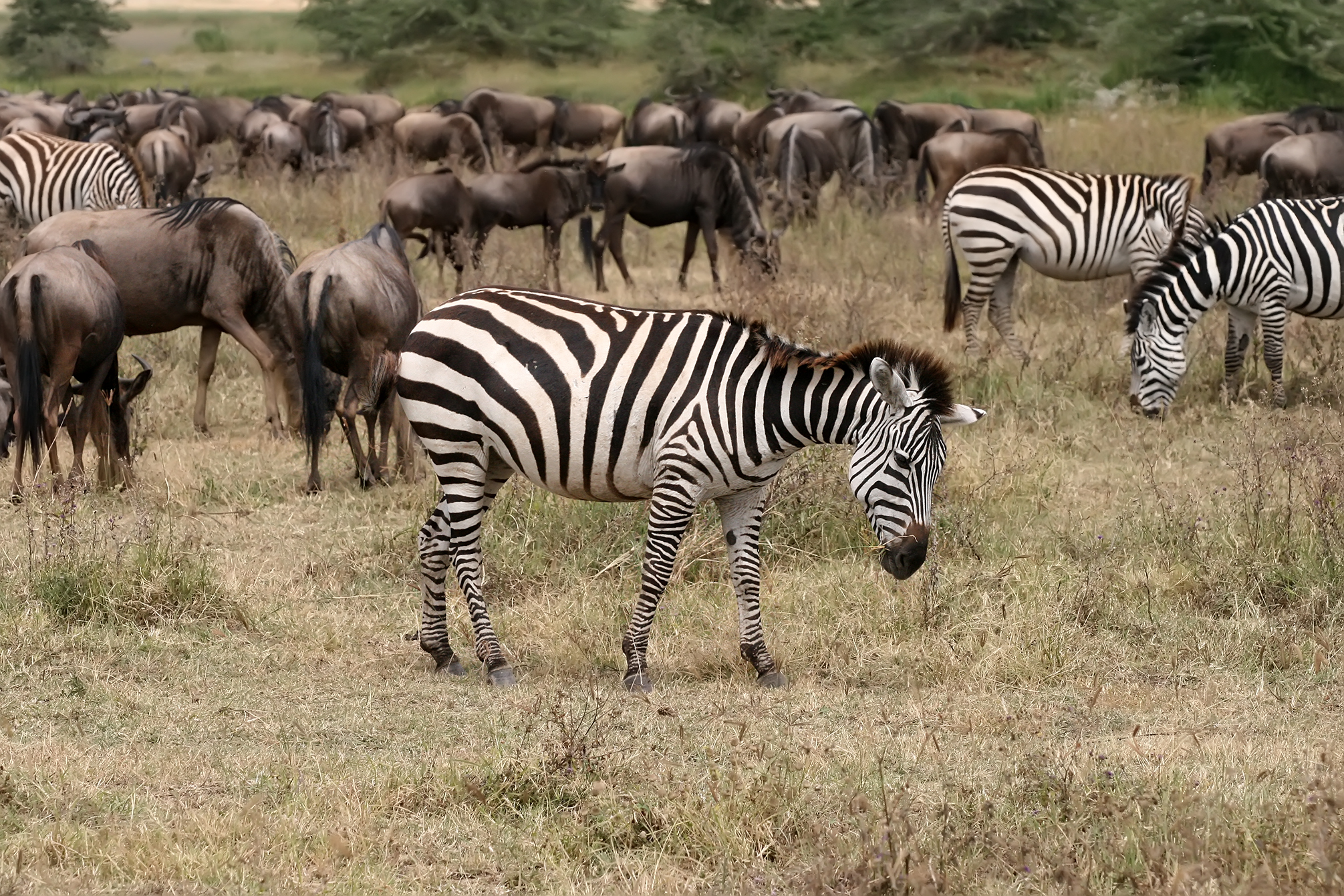
Zebre e gnu al pascolo nel Cratere di Ngorongoro.

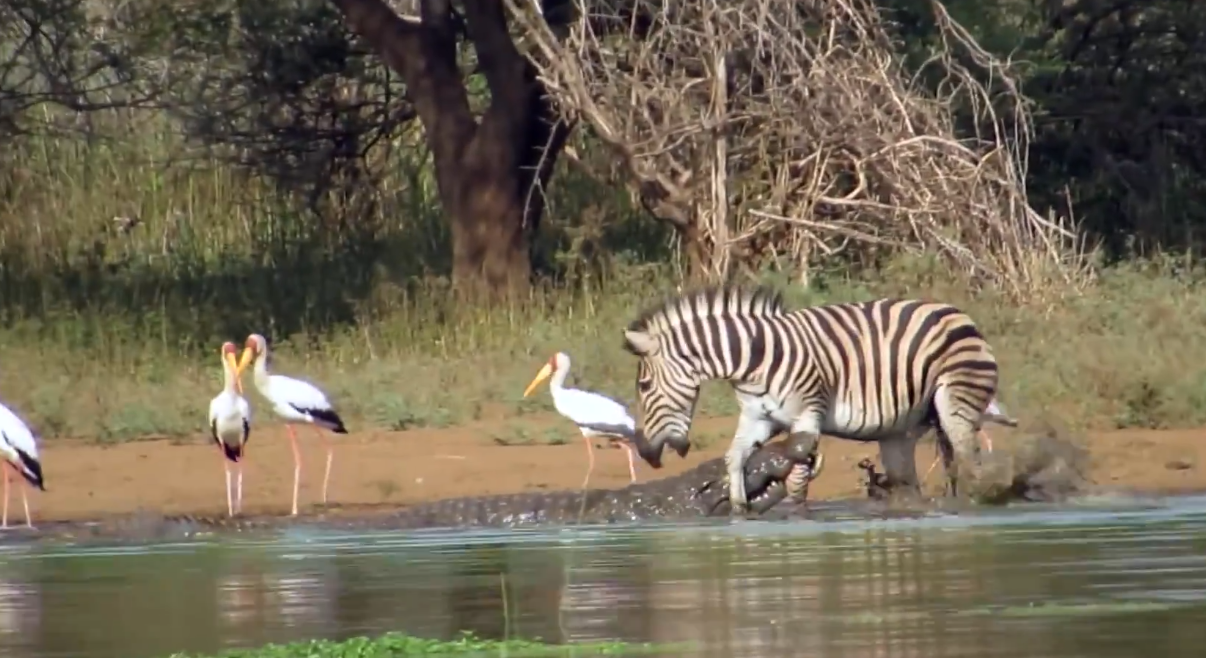
Attaccato da un coccodrillo del nilo

Secondo uno studio, la dieta della zebra è composta per il 92% da graminacee, per il 5% da altre piante erbacee e per il 2% da arbusti. Diversamente da molti altri grandi ungulati africani, le zebre di pianura non brucano solo erba bassa, seppur la preferiscano. Si nutrono di una vasta gamma di erbe diverse, prediligendo, quando sono disponibili, i giovani germogli freschi, e brucando di quando in quando anche foglie e boccioli. Di conseguenza occupano un areale più esteso di molte altre specie, spingendosi talvolta anche all'interno della boscaglia, e sono spesso la specie da pascolo più numerosa nelle aree più alberate. Le zebre hanno uno stomaco semplice, ma fanno affidamento sulla digestione cieco-colica per digerire e assimilare quantità maggiori di foraggio nel corso delle 24 ore. Quindi, sono meno selettive nella scelta dei nutrienti, ma devono trascorrere la maggior parte del loro tempo a mangiare. Si tratta di una specie da pascolo pioniera, che prepara la strada a pascolatori più specializzati, come gli gnu striati e le gazzelle di Thomson, che dipendono da erbe più basse e nutrienti.
I principali predatori delle zebre di pianura sono i leoni e le iene macchiate. Anche i coccodrilli del Nilo costituiscono una grossa minaccia quando, durante le migrazioni, questi ungulati sono costretti a guadare i fiumi. Di tanto in tanto anche licaoni, ghepardi e leopardi catturano qualche esemplare, ma normalmente i loro attacchi sono più rari e focalizzati soprattutto sui giovani esemplari. I babbuini verdi possono predare i puledri, ma non costituiscono minaccia per gli adulti. Comunque una zebra può divenire un avversario alquanto ostico: è dotata di un morso formidabile e può scalciare con una forza straordinaria, abbastanza per riuscire ad abbattere i suoi predatori terrestri. Dagli attacchi di grandi predatori, come leoni e iene macchiate, le zebre cercano di trovare scampo fuggendo, mentre da quelli più piccoli si difendono contrattaccando.

### Interazioni con altri erbivori
Le zebre di pianura, soprattutto durante le migrazioni, possono formare gruppi misti con altri erbivori, specialmente gli gnu. Gnu e zebre convivono in genere pacificamente, vigilando a vicenda per individuare più facilmente i possibili predatori, perché le zebre vedono meglio rispetto agli gnu, mentre questi ultimi hanno un udito e un olfatto migliore rispetto agli equidi. Tuttavia, talvolta sono state riscontrate interazioni aggressive.

## Biologia

### Struttura sociale

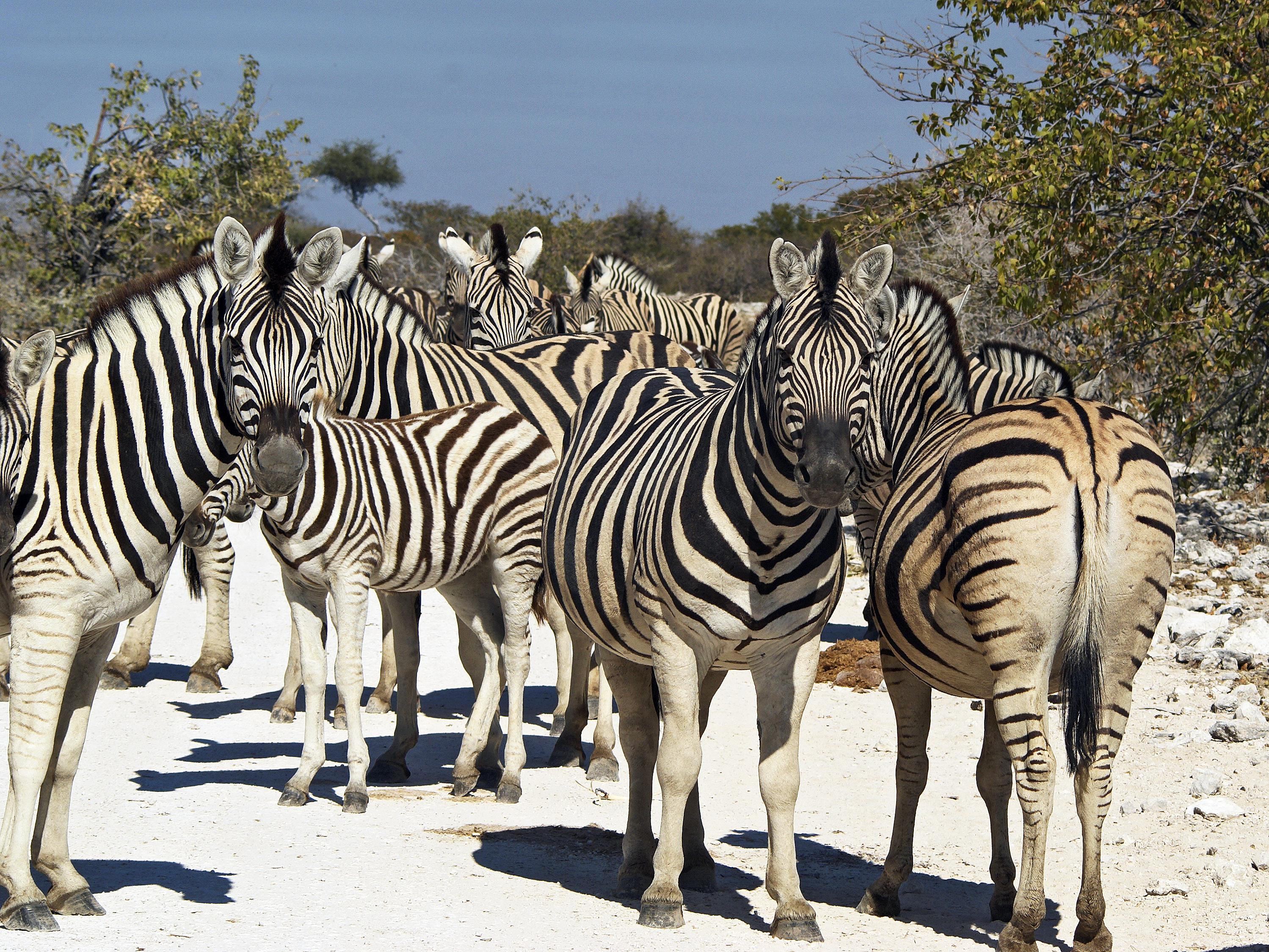
Harem di zebre nel Parco Nazionale di Etosha.

La zebra di pianura è un animale molto sociale. Generalmente vive in piccoli gruppi familiari noti come harem, costituiti da uno stallone, alcune giumente e i loro cuccioli più giovani. I membri adulti di un harem sono stabili e di solito rimangono insieme per mesi o anni interi. Esistono anche assembramenti di «scapoli», formati da soli maschi. Sono gruppi stabili costituiti da 2-15 esemplari, guidati da un giovane maschio, nei quali vige una gerarchia basata sull'età. I maschi vi rimangono fino a quando non raggiungono l'età per costituire un proprio harem. Gli scapoli si preparano a tale scopo effettuando finti combattimenti e rituali di saluto, che costituiscono gran parte delle loro attività. Più harem e gruppi di scapoli possono unirsi in una mandria (una caratteristica insolita per gli animali che vivono in harem). Inoltre, due harem possono creare temporaneamente all'interno di una mandria dei sottogruppi stabili, nei quali i membri interagiscono con quelli non appartenenti al proprio gruppo. Tra le specie che formano harem, tale comportamento è stato riscontrato solamente in primati come i gelada e le amadriadi.
Gli stalloni formano harem seottraendo giovani giumente dai loro harem di origine. Quando una giumenta raggiunge la maturità sessuale, assume la particolare postura da estro, che attrae gli stalloni vicini, sia scapoli che capi di un harem. Lo stallone a guida del suo gruppo familiare (generalmente il padre) cerca di scacciare, anche con la forza, gli stalloni che cercano di rapirla. Perfino quando una giovane giumenta è isolata dal suo harem natale, i maschi continuano a combattere per lei fino a quando essa non avrà terminato il ciclo estrale, e ricominciano con il suo prossimo ciclo. Sono rari i casi in cui una giumenta rimane a lungo con il suo rapitore. Quando essa va nuovamente in ovulazione, si unisce al maschio che la feconda ed entra così a far parte di un nuovo harem.

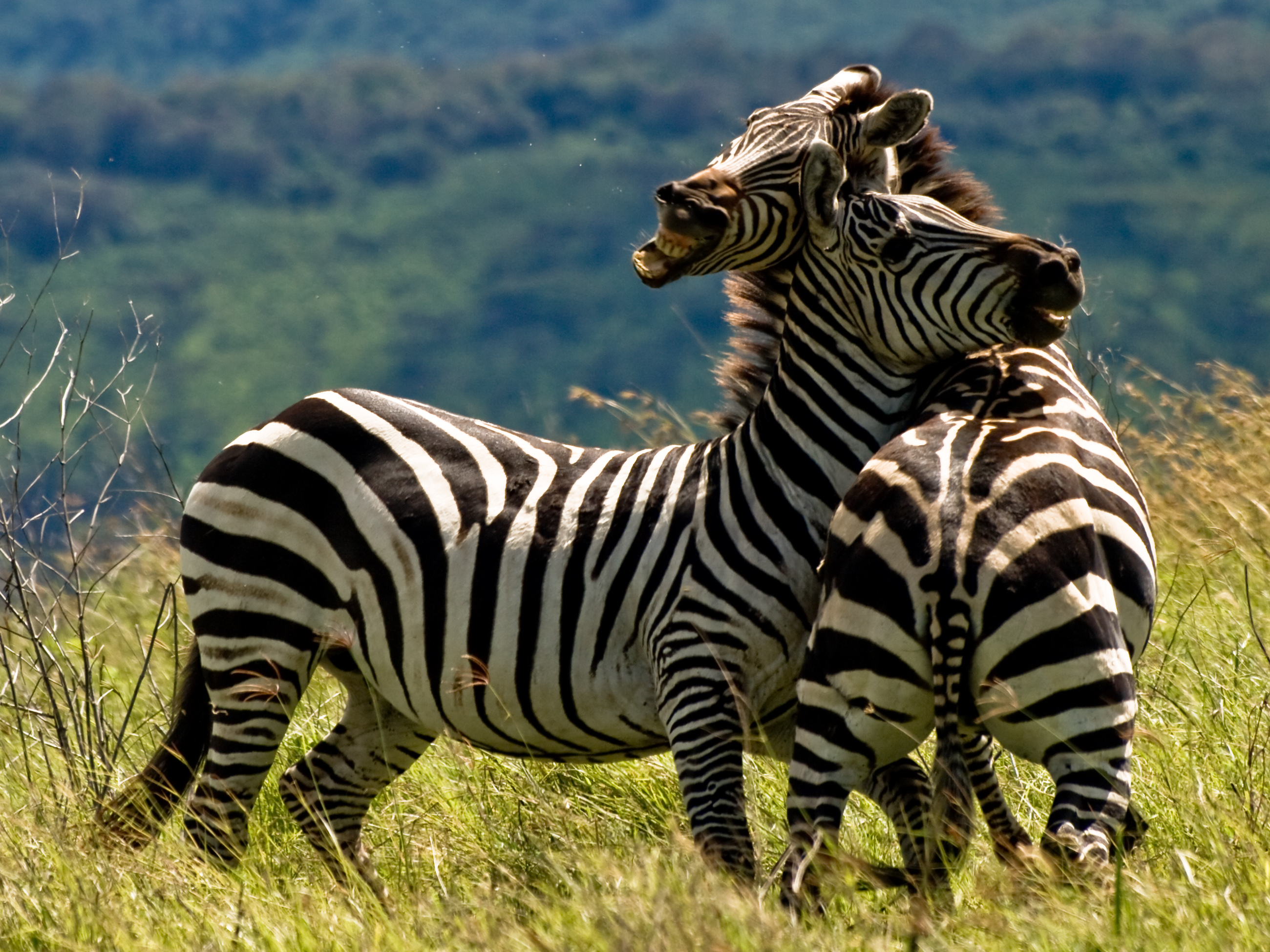
Combattimento tra zebre.

Anche tra le femmine di un harem vige una certa gerarchia: la femmina alfa è la prima ad accoppiarsi con lo stallone, ed è la sola a guidare il gruppo. Quando al gruppo si uniscono nuove femmine, le giumente presenti le accolgono con ostilità, tanto che lo stallone deve difenderle. Le ultime arrivate occupano l'ultimo gradino della scala gerarchica, assieme alle femmine malate e ai più deboli. Le componenti di un harem rimangono assieme anche quando la guida del gruppo viene assunta da un nuovo stallone, e tendono ad osteggiare le femmine di altri harem. Le zebre rafforzano i loro legami sociali con il grooming: si mordicchiano e si grattano vicendevolmente con i denti e le labbra il collo, le spalle e il dorso. Le madri rivolgono tali attenzioni prima ai piccoli, per poi passare alle sorelle. Il grooming serve a indicare lo status sociale e attenua l'aggressività.
Gli stalloni difendono il proprio gruppo dalle intrusioni di altri maschi. Quando sfida un invasore, lo stallone gli manifesta le proprie intenzioni strofinando il naso o le spalle su di lui. Se esso trascura l'avvertimento, la contesa può sfociare in un combattimento. Le lotte tra le zebre possono essere molto violente: gli animali si mordono il collo, la testa o le zampe, cercano di schiacciare a terra l'avversario e, più raramente, di colpirlo con gli zoccoli. Talvolta uno dei due rimane a terra inerme, come se avesse l'intenzione di arrendersi, ma non appena l'avversario lo lascia andare, attacca nuovamente, cercando di continuare il combattimento. La maggior parte degli scontri avviene quando le giovani femmine vanno in estro, ma finché lo stallone a capo di un harem è in salute, raramente gli altri maschi cercano di sfidarlo. Solamente gli stalloni deboli perdono il dominio, ma anche in tal caso il nuovo leader cerca di allontanare il vecchio senza combattere.

### Comunicazione
Sono stati documentati almeno sei tipi di differenti richiami. Uno di questi è il caratteristico richiamo di contatto che risuona come un a-ha, a-ha, a-ha o kwa-ha, kaw-ha, ha, ha. Avvistando un predatore, la zebra emette un grido d'allarme bisillabico. Una sorta di grugnito viene emesso quando un animale si allontana da un potenziale pericolo. Una zebra soddisfatta può ricorrere ad un grugnito più prolungato. I maschi emettono un breve stridio quando sono feriti, e i puledri ne fanno uno simile quando sono allarmati. Le zebre hanno due espressioni facciali principali: una di saluto, con le orecchie sollevate e rivolte in avanti, e una di minaccia, con le orecchie abbassate.

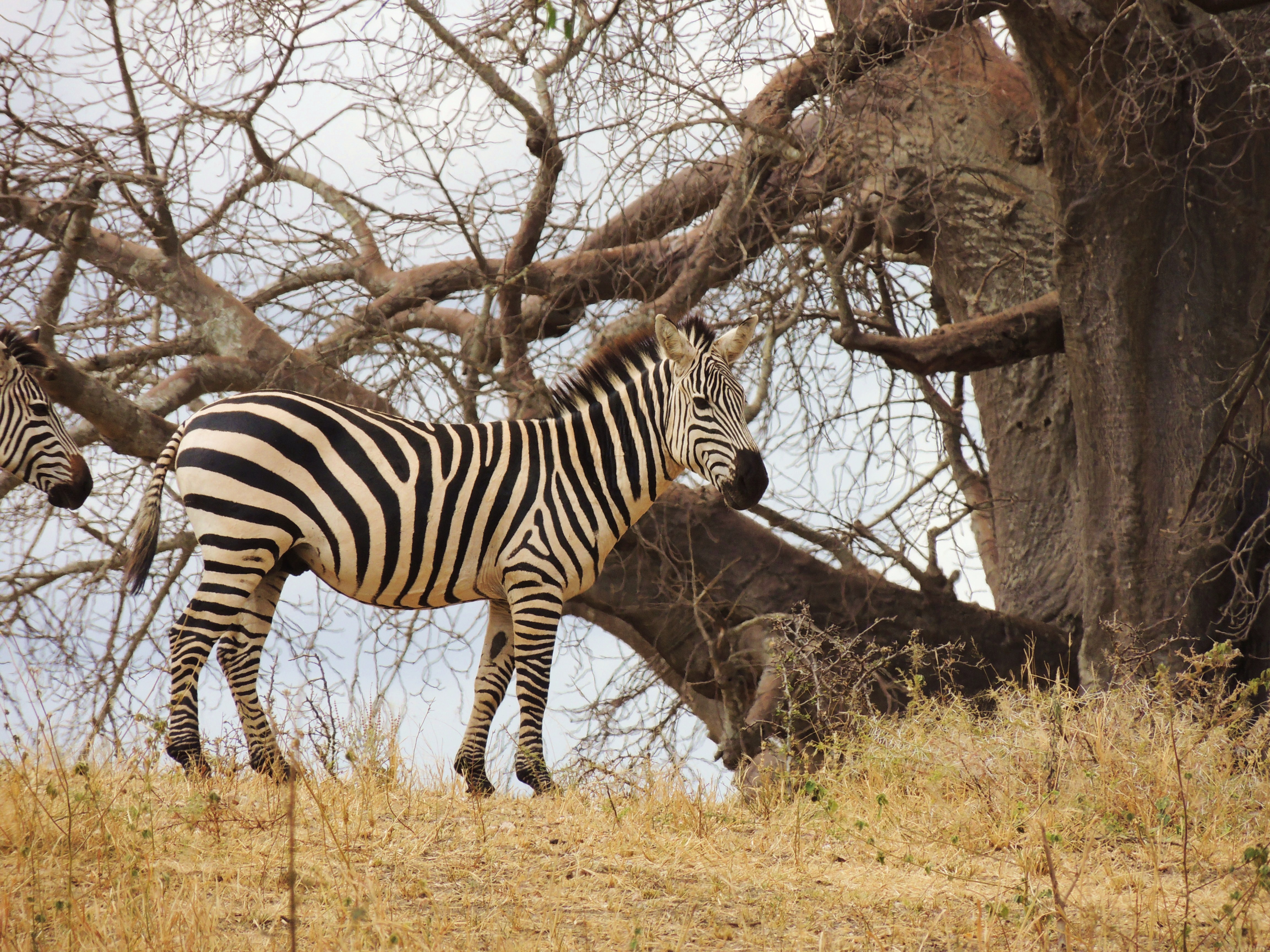
Zebra - Equus quagga

### Riproduzione

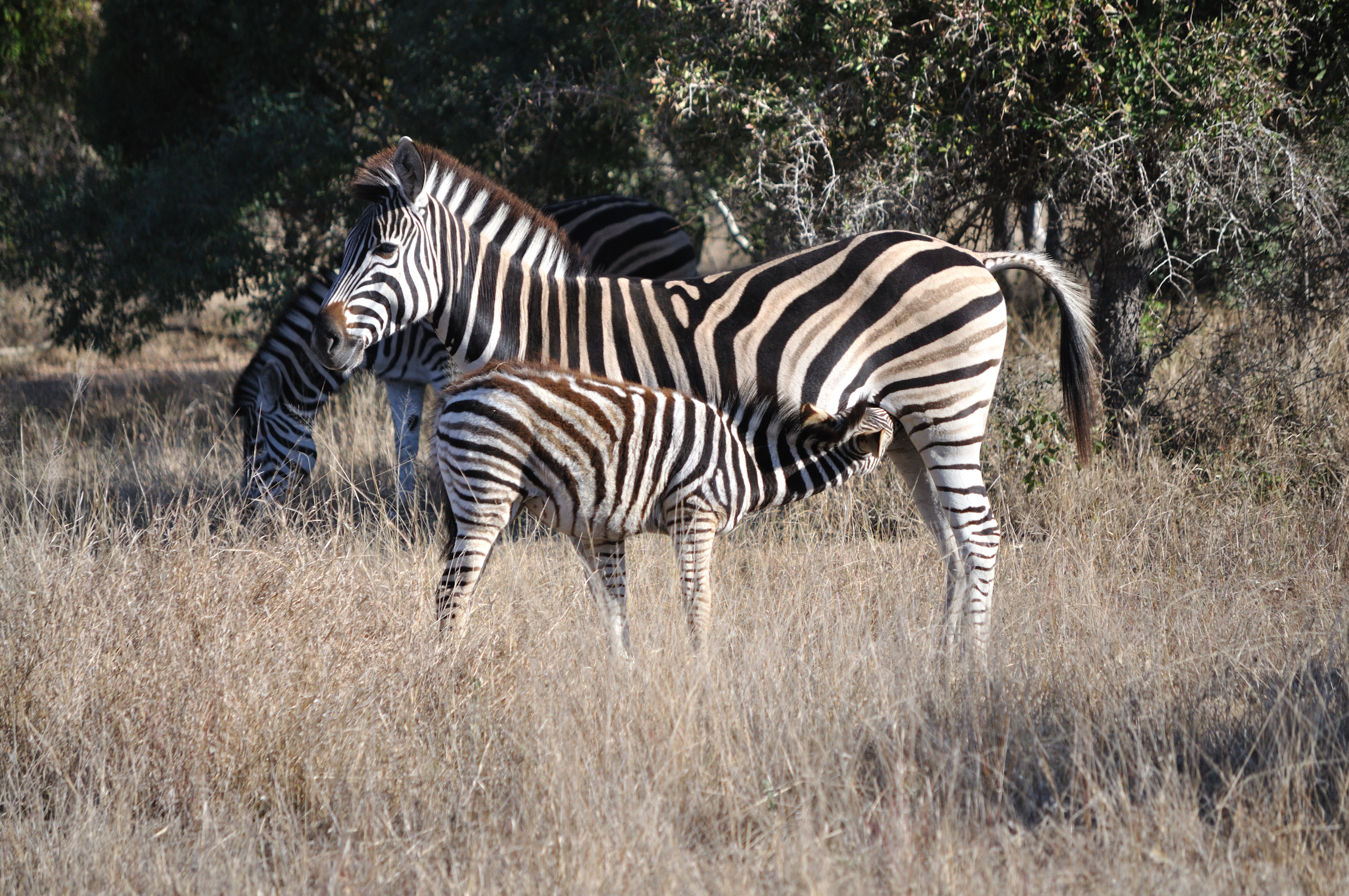
Una madre che allatta.

Lo stallone si accoppia con tutte le giumente dell'harem. Esse danno alla luce un piccolo ogni dodici mesi. Il picco delle nascite si registra durante la stagione delle piogge. La madre allatta il piccolo per circa un anno. Lo stallone di solito è intollerante nei confronti dei puledri non suoi. Le zebre potrebbero praticare l'infanticidio e il feticidio, sebbene tali comportamenti siano stati osservati unicamente in esemplari in cattività. Come i cavalli, le zebre sono in grado di stare in piedi, camminare e succhiare il latte poco dopo la nascita. Al sopraggiungere del parto, la madre allontana le altre zebre dal suo piccolo, sia stalloni che altre femmine e i propri piccoli dei parti precedenti. Successivamente tutti i membri del gruppo stringono legami con il puledro. Nell'harem il piccolo ottiene lo stesso rango della madre. I puledri godono della protezione della madre, ma anche dello stallone e delle altre femmine del gruppo. Malgrado la protezione, tuttavia, quasi il 50% dei piccoli muore a causa dei predatori, delle malattie e della fame.
Una volta cresciuti, i giovani maschi abbandonano il gruppo familiare, non perché raggiungono la maturità sessuale o vengono scacciati dai padri, ma perché si guasta il rapporto con le madri in seguito alla nascita di un altro piccolo. I maschi, allora, si uniscono ad altri membri dello stesso sesso, mentre le giovani femmine possono rimanere all'interno dell'harem fino a quando non verranno sottratte da altri stalloni.

### Comportamento anti-predatorio
Di notte, per proteggersi dagli attacchi dei predatori terrestri, le zebre di pianura si ritirano in aree aperte, dove la visibilità è migliore. Mentre il branco pascola o riposa, una zebra rimane di vedetta, e non appena localizza un predatore latra o sbuffa rumorosamente. Se attaccate da iene o licaoni, le zebre di un harem rimangono vicine tra loro e collaborano per difendere i membri più vulnerabili, in particolare i giovani. In alcuni casi lo stallone può passare al contrattacco e assalire i licaoni o le iene. Sebbene le iene a volte siano in grado di abbattere lo stallone, esse indirizzano generalmente i loro attacchi verso gli altri membri del gruppo, più facili da catturare e da abbattere, e cercano di evitare i suoi assalti. Diversamente dagli stalloni, le giumente di solito caricano iene o licaoni solo quando essi attaccano i loro piccoli. A differenza degli gnu, le zebre solo raramente cercano scampo in acqua quando vengono assalite dalle iene. Se attaccate dai leoni, invece, le zebre cercano di distanziare gli aggressori, dato che i leoni non sono corridori resistenti come le iene o i licaoni. Ghepardi e leopardi, infine, costituiscono una minaccia soprattutto per i puledri e difficilmente attaccano gli adulti.

## Interazioni con l'uomo

### Conservazione
Le popolazioni della zebra di pianura sono per lo più stabili, e attualmente la specie non deve fronteggiare alcuna minaccia di estinzione, ma potrebbe essere minacciata in un prossimo futuro. Vive in numerose aree protette sparse per tutto il suo areale, come nei parchi nazionali del Serengeti in Tanzania, dello Tsavo e del Masai Mara in Kenya, di Hwange nello Zimbabwe, di Etosha in Namibia e di Kruger in Sudafrica. Vi sono inoltre popolazioni numerose anche al di fuori delle aree protette.

Lo stemma del Botswana.

Alcune popolazioni, comunque, hanno subito un netto declino o sono addirittura scomparse. La sottospecie quagga si è ormai estinta. In Tanzania il numero delle zebre è diminuito del 20% tra la fine degli anni '90 e la metà del decennio successivo. Le zebre sono minacciate dalla caccia e dalla distruzione dell'habitat dovuta all'avanzare dell'agricoltura. Devono inoltre competere con il bestiame domestico per i pascoli e vengono talvolta sterminate dagli allevatori. Il bracconaggio costituisce una seria minaccia per le popolazioni settentrionali, mentre quelle meridionali soffrono soprattutto per la perdita dell'habitat. Le guerre civili che di recente hanno scosso Ruanda, Somalia, Sudan del Sud, Etiopia e Uganda hanno provocato una vera e propria strage tra gli animali selvatici, zebre di pianura comprese. La specie è del tutto scomparsa dal Burundi. La guerra civile in Angola ha devastato le popolazioni di animali selvatici, tra cui le zebre di pianura, un tempo numerosissime, e distrutto l'amministrazione e le infrastrutture dei parchi nazionali.
Ciononostante, la zebra di pianura è considerata specie protetta in gran parte dell'areale. Grazie ai benefici del turismo, costituisce un'importante risorsa economica.

### Nella cultura
La zebra viene adorata da alcune culture africane come simbolo di bellezza. Durante le danze eseguite dai Karamojong dell'Uganda le donne si dipingono sul corpo le strisce tipiche di questo animale e assumono le sue movenze. I Dube del Sudafrica hanno una zebra come totem. Due zebre compaiono sullo stemma del Botswana.